# Евальд Бур'ян
Евальд Бур'ян (нар. 12 липня 1896  — пом. 3 листопада 1981) — німецький воєначальник, оберст військ Вермахту . Кавалер Лицарського хреста Залізного хреста. Був відзначений за хоробрість у бою та успішне військове командування.

## Нагороди та відзнаки
- Почесний хрест ветерана війни
- Залізний Хрест (1939)
  - 2-го Класу (1 квітня 1942)
  - 1-го Класу (1 серпня 1942)
- Штурмовий піхотний знак (3 червня 1942)
- Медаль «За зимову кампанію на Сході 1941/42» (21 липня 1942)
- Золотий Німецький хрест (21 жовтня 1943)
- Лицарський хрест Залізного хреста, отриманий 4 жовтня 1944 у званні Оберста та будучи командувачем 980-го гренадерського полку[1]